# Bolognese School

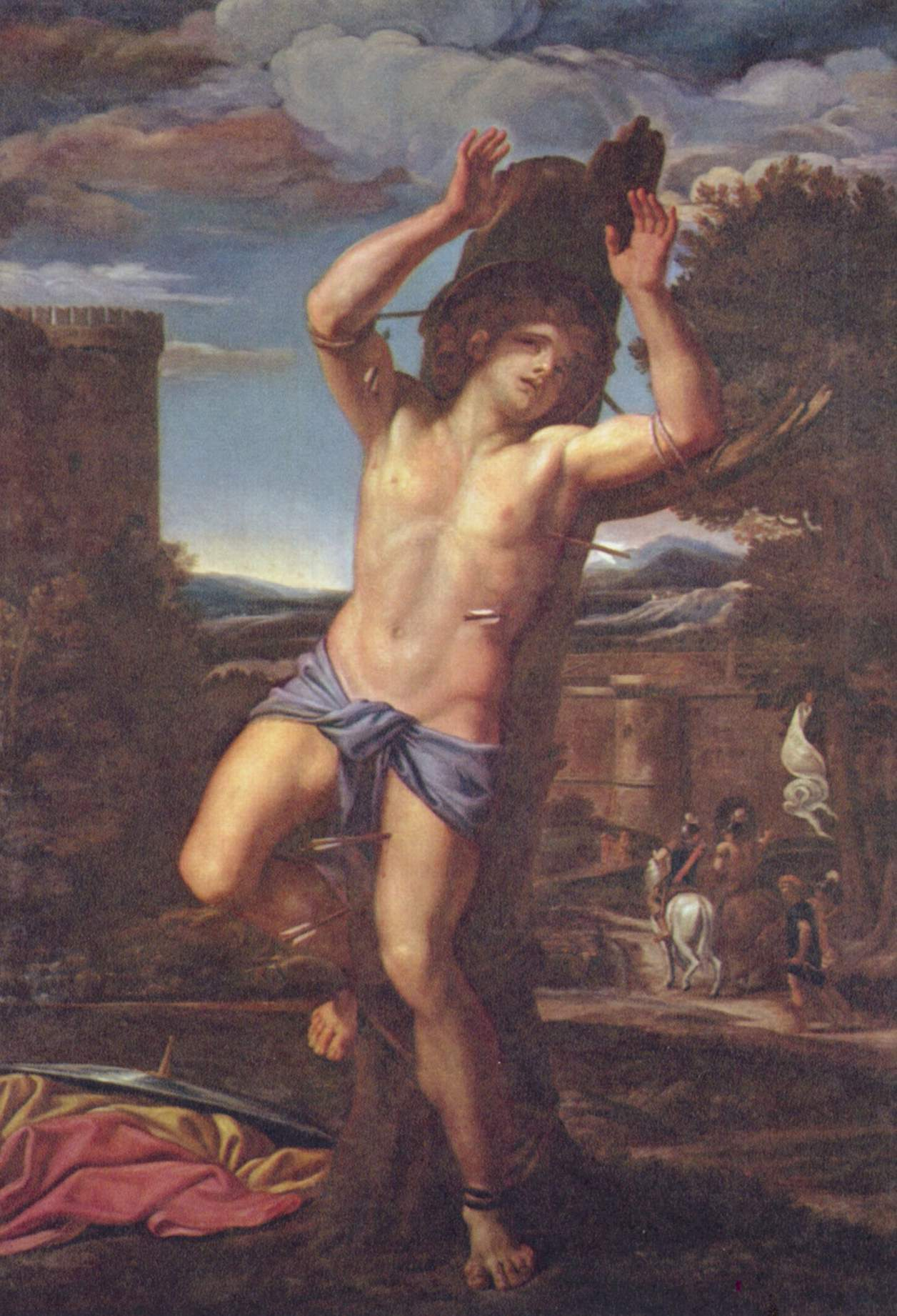
Sint Sebastian van Domenichino in de Gemäldegalerie Alte Meister te Dresden

De Bolognese School of School van Bologna was een stroming  in de Italiaanse schilderkunst van de 16e en 17e eeuw. Oorspronkelijk noemden de familie Carracci die een academie stichtten hun onderwijsinstelling de Accademia dei Desiderosi, later de Accademia degli Incamminati. Desiderosi duidde op het verlangen van de deelnemers om niet te worden beschouwd als louter werklieden, maar gelijkwaardig te worden geacht aan musici en dichters. Incamminati duidde erop dat men gangmaker wilde zijn. De school werd in religieus opzicht controversieel doordat er naar naaktmodellen werd gewerkt. Een aantal van de schilderijen die behoren tot deze stroming zijn te zien in de Pinacoteca Nazionale di Bologna.
De stroming is genoemd naar de stad Bologna, waar zij ontstond. Het meest representatief was de familie Carracci, onder wie Ludovico en zijn neven Agostino en Annibale. Zij namen in de stroming ook een vooraanstaande plaats in.
Andere grote schilders die tot deze stroming, en daarmee tot de barok, gerekend kunnen worden, zijn onder meer Domenichino, Guido Reni, Giovanni Lanfranco. Overigens is in het werk van Annibale Carracci en zijn leerlingen een vereniging van barokke en classicistische elementen te onderkennen; aanvankelijk speelde de tegenstelling tussen beide stijlen geen grote rol. Daarom wordt de Bolognese School ook wel de "Eclectische School" genoemd. De naam geeft aan dat er in zo'n stroming of benadering diverse stijlen met elkaar versmolten.

## Invloeden
Met de scholen van Florence en Rome wedijverde de Bolognese School om de eerste plaats in de Italiaanse schilderkunst; tegelijkertijd beïnvloedde zij de barok van Rome. Domenichino en Lanfranco waren dan ook actief in die laatste stad; Lodovico Carracci bereisde geheel Italië.
Maar ook de Zuid-Nederlandse schilderkunst heeft, in de persoon van Rubens, de invloed van de Bolognese School ondergaan, evenals de Franse schilderkunst die invloed heeft gevoeld (Nicolas Poussin, Charles Le Brun).
Er waren echter ook andere schilders in Bologna (zie Denijs Calvaert) die een school openden.

## Lijst van kunstenaars

### 1501 - 1600
- Amico Aspertini (1474 - 1552)
- Sisto Badalocchio (1581 - c. 1647)
- Carlo Bononi (1569 - c. 1632)
- Denijs Calvaert (1540 - 1619)
- Girolamo da Carpi (1501 - 1566)
- Agostino Carracci (1557 - 1602)
- Annibale Carracci (1560 - 1609)
- Ludovico Carracci (1555 - 1619)
- Bartolomeo Cesi (1556 - 1629)
- Lorenzo Costa (1460 - 1535)
- Pietro Faccini (1552 - 1614)
- Lavinia Fontana (1552 - 1614)
- Prospero Fontana (1512 - 1597)
- Giovanni Francesco Bezzi (Nosadella) (1530 - 1571)
- Bartolomeo Passerotti (1529 - 1592)
- Pier Maria Pennacchi (1464 - voor 1516)
- Camillo Procaccini (1555 [1561?] - 1629)
- Bartolomeo Ramenghi (1484 - 1542)
- Giovanni Battista Ramenghi (1521 - 1601)
- Domenico Tibaldi (1541 - 1583)
- Girolamo da Treviso (1497 - 1544)

### 1601 - 1650
- Francesco Albani (1578 - 1660)
- Giovanni Maria Bibiena (1625 - 1665)
- Francesco Brizio (1574 - 1623)
- Guido Cagnacci (1601 - 1663)
- Simone Cantarini (il Pesarese) (1612 - 1648)
- Domenico Maria Canuti (1620 - 1660)
- Giacomo Cavedone (1577 - 1560)
- Carlo Cignani (1628 - 1719)
- Angelo Michele Colonna (1604 - 1687)
- Domenichino (1581 - 1641)
- Giovanni Andrea Donducci (il Mastelletta) (1575 - 1655)
- Marcantonio Franceschini (1648 - 1729)
- Lorenzo Garbieri (1580 - 1654)
- Benedetto Gennari (1563 - 1610)
- Francesco Gessi (1558 - 1649)
- Giovanni Francesco Barbieri (Guercino) (1591 - 1666)
- Enrico Haffner (1640 - 1702)
- Lucio Massari (1569 - 1633)
- Agostino Mitelli (1609 - 1660)
- Giovan Giacomo Monti
- Lorenzo Pasinelli (1629 - 1772)
- Guido Reni (1575 - 1642)
- Bartolomeo Schedoni (1578 - 1615)
- Elisabetta Sirani (1638 - 1665)
- Lionello Spada (1576 - 1622)
- Alessandro Tiarini (1577 - 1668)
- Angelo Michele Toni (1640 - 1708)
- Flaminio Torri (1620 - 1661)
- Giovanni Battista Viola (1576 - 1622)

### 1650 - 1700 en later
- Giovanni Antonio Burrini (1656 - 1727)
- Giuseppe Maria Crespi (1665 - 1747)
- Donato Creti (1671 - 1749)
- Giuseppe Mazza (beeldhouwer, 1653 - 1741)
- Gaetano Gandolfi (1734 - 1802)
- Ubaldo Gandolfi (1728 - 1781)
- Giovanni Gioseffo dal Sole (1654 - 1719)